# Le Petit Claus et le Grand Claus
Pour plus de détails, voir Fiche technique et Distribution.
Le Petit Claus et le Grand Claus est un téléfilm réalisé par Pierre Prévert, produit par l'ORTF pour être présenté à l'occasion des programmes télévisuels exceptionnels de fin d'année 1964. Claude Santelli, était chargé d'organiser cette programmation. Il accepta le projet d'adaptation par Jacques et Pierre Prévert du conte de Hans Christian Andersen : Grand Claus et Petit Claus.
Le tournage devait réunir une nouvelle fois, autour des deux frères : Paul Grimault pour une contribution artistique (décors et illustrations) qui est un des éléments majeurs du film, Christiane Verger, amie d'enfance de Jacques, Maurice Baquet et Roger Blin qui n'avaient pas quitté le cercle prévertien depuis le Groupe Octobre[réf. souhaitée], quant à Élisabeth Wiener - dont le père Jean Wiener avait écrit la musique du Crime de Monsieur Lange -, elle interprète la jeune marchande d'allumettes, transfuge d'un autre conte d'Andersen et vient tempérer de sa douce lumière l'humour très noir de celui-ci.[précision nécessaire]
Ce film a obtenu le Prix de la meilleure émission de télévision pour l'année 1964, prix décerné par l'Association française de la critique de télévision en mars 1965.

## Fiche technique
- Dialogues : Jacques Prévert
- Musique : Christiane Verger
- Décors : Paul Grimault
- Photographie : Sacha Vierny
- Langue : français

## Distribution
- Élisabeth Wiener : la marchande d’allumettes
- Maurice Baquet : le Petit Claus
- Roger Blin : le Grand Claus
- Hubert Deschamps : le sacristain
- Frédérique Ruchaud : la fermière
- Fernand Berset : le fermier
- Laure Paillette : la grand-mère du Petit Claus
- Madeleine Damien : la grand-mère du Grand Claus
- Jean-Jacques Steen : l'aubergiste
- René Delsinne : le vieux bouvier
- Georges Adet : l'apothicaire
- Marie-Jeanne Gardien : la cuisinière
- Pierre Rubod : le cordonnier
- René Renot : un tanneur
- Sacha Tarride : un tanneur
- Michel Rozenberg : un tanneur
- Jacques Colombat : un tanneur
- René Laloux : un tanneur
- Louise Chevalier : une dame
- Mag-Avril : une dame
- Marthe Toulouse : une dame
- Maryse Vendeville : une dame
- Georgette Soler : une dame
- Roger Pigaut : Récitant (voix)